# Rödersche

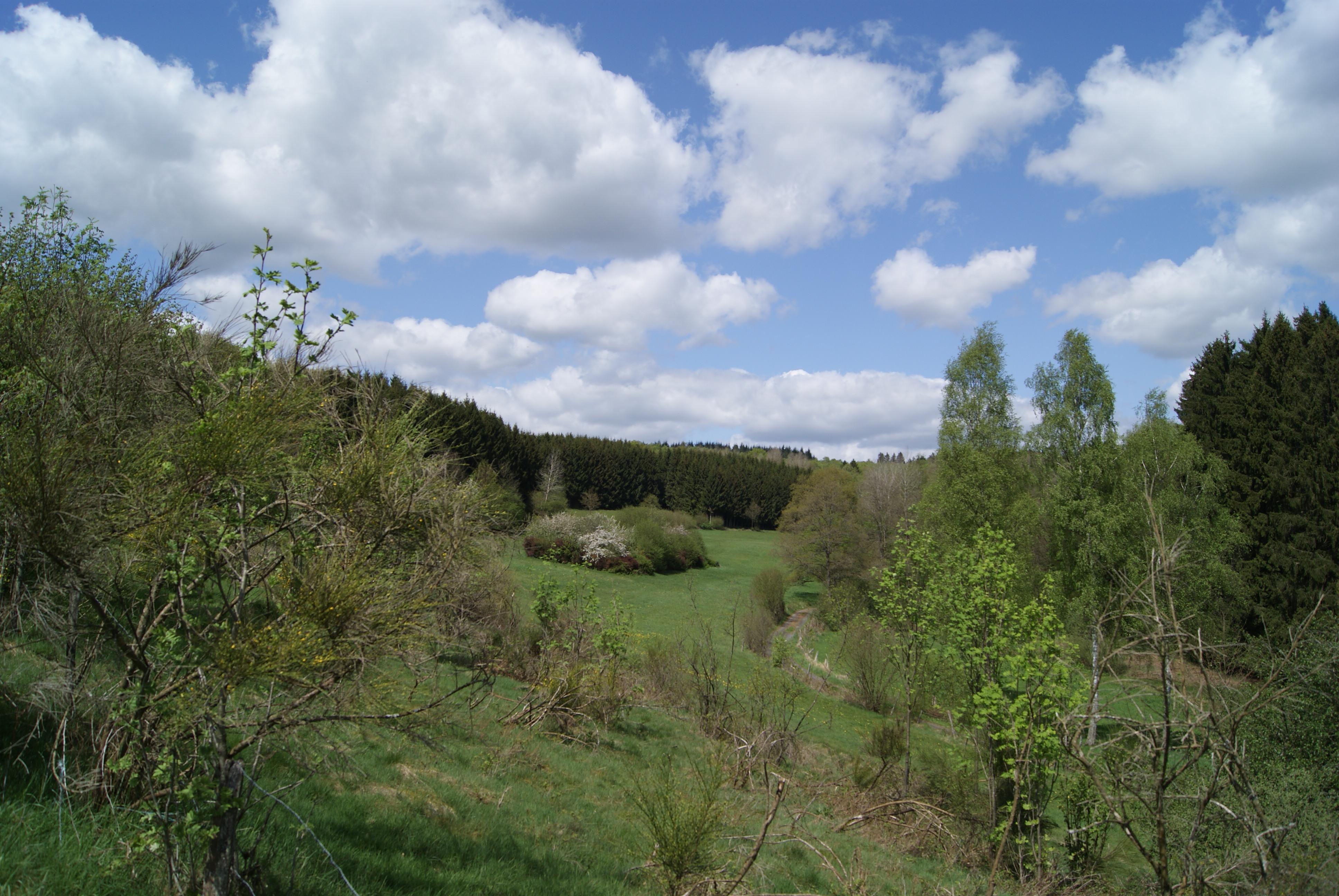
Röderschetal

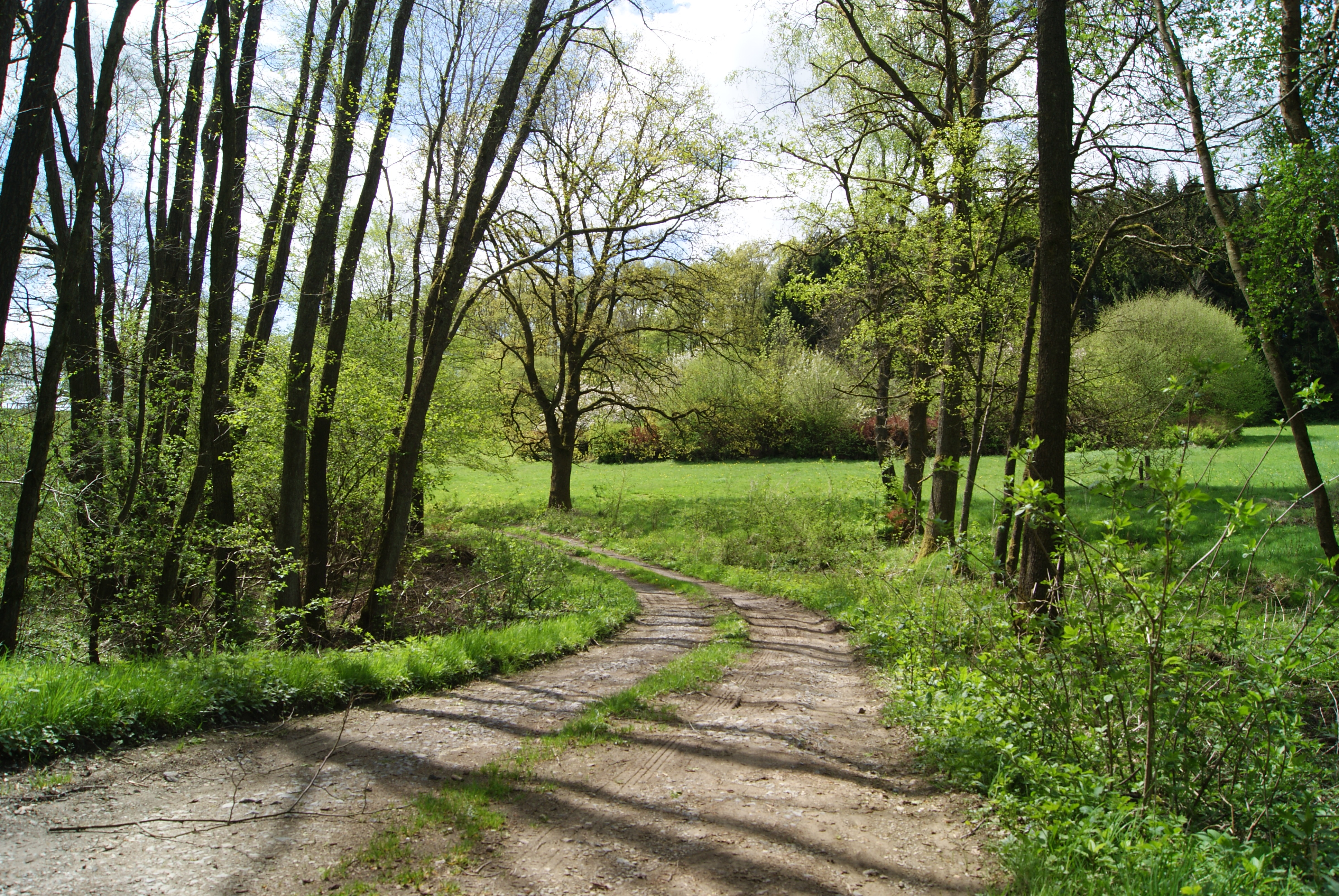
NSG Rödersche

Das Naturschutzgebiet Rödersche ist ein seit 2003 ausgewiesenes Naturschutzgebiet nordwestlich von Dirlenbach in Freudenberg (Siegerland). Das Gelände umfasst rund 9,5 ha.

## Beschreibung
Das Schutzgebiet ist ein von Nord nach Südost verlaufendes Muldental. Ein weitestgehend unverbauter Bachlauf wird von Feuchtwiesen und -weiden, Glatthaferwiesen, Feuchtbrachen mit Mädesüß-Hochstaudenfluren, Magerwiesen, Kleinseggenried (Braunseggensumpf), Uferstaudenfluren und Bachröhrichten begleitet.

## Arten
Nennenswerte Pflanzenarten sind Echte Betonie (Betonica officinalis), Geflecktes Knabenkraut (Dactylorhiza maculata), Fieberklee (Menyanthes trifoliata) und Sumpf-Veilchen (Viola palustris). Weiterhin kommen Reptilien wie Ringelnattern sowie verschiedene Schmetterlingsarten vor.